# Ecotono
Un ecotono è un ambiente di transizione tra due ecosistemi, e più in generale tra due ambienti omogenei.
Gli ecotoni contengono specie proprie delle comunità confinanti e specie esclusive dell'area ecotonale stessa, e quindi possiedono un'elevata biodiversità e ricchezza. Queste sue peculiarità rendono l'ecotono indispensabile poiché proprio attraverso queste strutture avviene il collegamento fra ambienti molto diversi tra loro (boschi-prati, laghi-foreste, acque dolci-acque salate). Uno degli ecotoni più importanti per l'uomo è quello dei margini forestali. Dovunque l'uomo si insedi, tende a conservare in vicinanza delle abitazioni, le comunità dei margini della foresta. Infatti se si insedia in una foresta, la riduce in tante piccole aree disperse ed inframezzate con zone erbose, coltivazioni e altri tipi di habitat aperti. 
Se l'uomo si insedia in pianura, pianta alberi, creando una situazione simile alla precedente. Il limite delle foreste può ben essere considerato l'habitat preferenziale dell'Homo sapiens, dato che questa specie trova riparo tra gli alberi e negli arbusti ma ottiene il suo cibo dai prati e dalle coltivazioni. Gli ecotoni possono essere prodotti e mantenuti tanto da processi spontanei quanto da processi antropici, possono variare fra loro per forma, dimensione, eterogeneità e densità, ma soprattutto per la loro diversità biologica. È proprio quest'ultima caratteristica che influenza il numero di anelli della catena alimentare: la presenza di un numero maggiore di specie diverse favorisce infatti lo scambio di flussi di energia e in generale una stabilità alta dell'ecosistema.